# Budyně

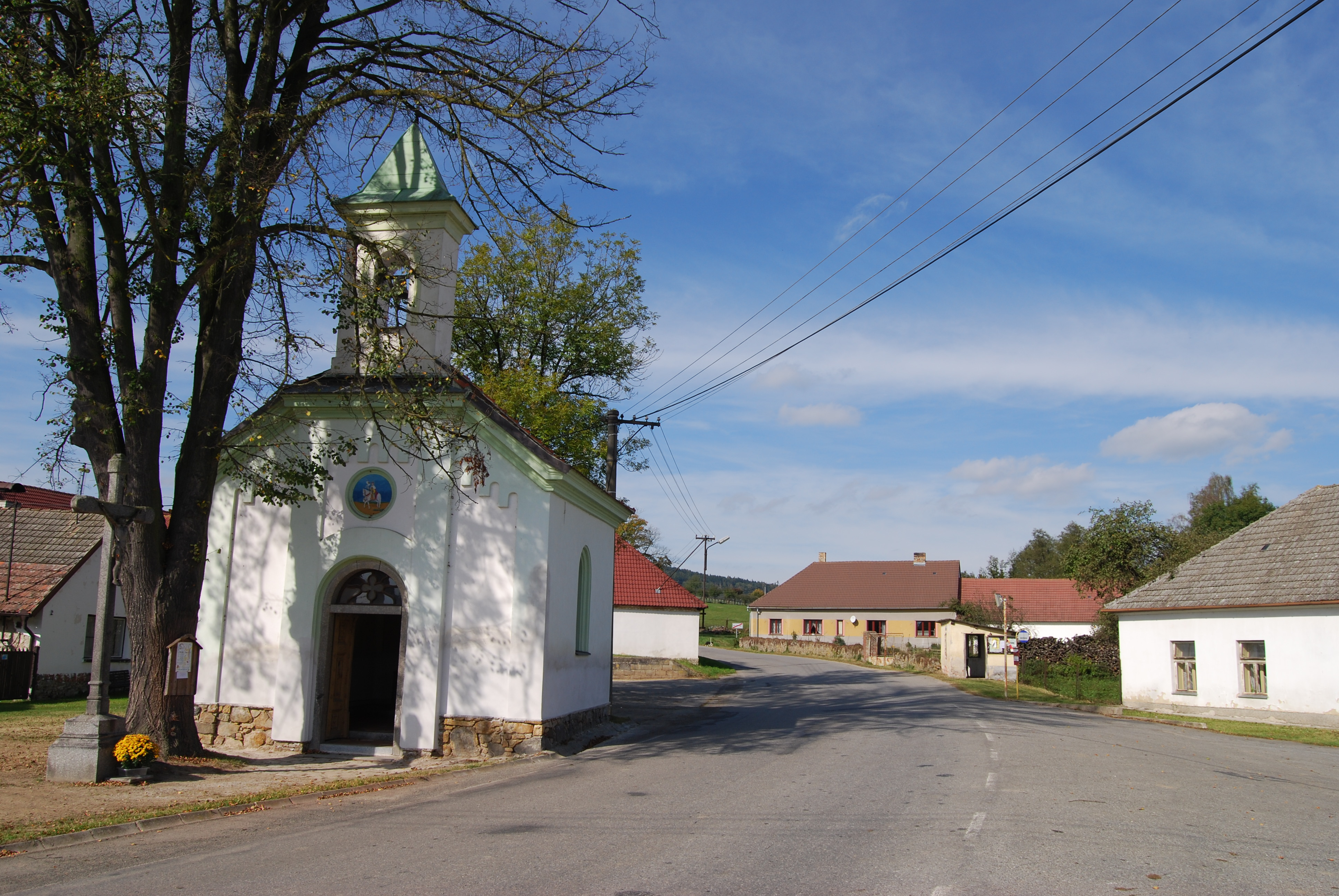
Dorfplatz mit Kapelle des hl. Wenzel

Budyně [ˈbʊdɪɲɛ] (deutsch Budin) ist eine Gemeinde in Tschechien. Sie liegt drei Kilometer nördlich von Bavorov in Südböhmen und gehört zum Okres Strakonice.

## Geographie

### Geographische Lage
Budyně befindet sich im Vorland des Böhmerwaldes am rechten Ufer des Baches Bílský potok gegenüber der Einmündung des Brnoušský potok. Nördlich erheben sich die Kráseka (555 m) und der Hrad (667 m), im Nordosten der Jelení vrch (545 m), südwestlich die Svobodná hora (640 m), im Süden der Mazný (537 m), südwestlich der Leskovec (545 m), im Westen der Malošín (683 m) mit der Ruine Helfenburk, der Ovče (583 m), die Ovčárky (593 m) und die Jezvina (582 m) sowie nordwestlich die Neděliště (602 m). Südlich des Dorfes liegt der Tiech Vítovský rybník. Durch Budyně führt die Staatsstraße II/140 zwischen Bavorov und Drahonice.

### Gemeindegliederung
Für die Gemeinde Budyně sind keine Ortsteile ausgewiesen.

### Nachbargemeinden
Nachbarorte sind Pivkovice und Olšovna im Norden, Skočice, Lidmovice und Vitice im Nordosten, U Karásků, Kohout, Rozboudovský Mlýn und Pražák im Osten, Svinětice, Rakovice, Podhory, Na Drahách, Vodňanské Svobodné Hory und Křepice im Südosten, Bavorov im Süden, Útěšov, Leskovec und Štětín im Südwesten, Krajníčko im Westen sowie Měkynec, Záluží und Bílsko im Nordwesten.

## Geschichte
Die erste schriftliche Erwähnung von Budyně erfolgte 1334, als Margarethe von Rosenberg, die Witwe Bavors III. von Strakonitz, das Städtchen Bavorov und 24 Dörfer ihrem Bruder Peter I. von Rosenberg überschrieb. Im Jahre 1357 ließen die Rosenberger auf dem Malošín die Helfenburg erbauen. 1593 verkaufte der letzte Rosenberger Peter Wok von Rosenberg die Herrschaft Helfenburg mit der verlassenen Helfenburg der Stadt Prachatice. Wegen Unterstützung des böhmischen Ständeaufstands verlor Prachatice nach der Schlacht am Weißen Berg seine Besitzungen durch kaiserliche Konfiskation. Die inzwischen als Gut Barau bezeichnete ehemalige Herrschaft Helfenburg fiel an die Böhmische Kammer. 1622 schenkte Kaiser Ferdinand II. die Herrschaft Nettolitz und das Gut Barau seinem Hofkammerpräsidenten Hans Ulrich von Eggenberg für dessen Verdienste in der Katholischen Liga. Dieser vereinigte beide Güter zu einem Dominium mit dem Amtsdorf Peterhof. Nach dem Aussterben der Eggenberger 1719 fiel die Allodialherrschaft Nettolitz samt dem Gut Barau an die Fürsten Schwarzenberg.
Im Jahre 1840 bestand Budin aus 16 Häusern mit 121 tschechischsprachigen Einwohnern. Budin unterstand zusammen mit den Dörfern Swinietitz (Svinětice) und Chrasto (Chrást) dem Gericht Swinietitz, die Bewohner waren dem Meierhof Swinietitz robotpflichtig. Pfarrort war Blsko. Bis zur Mitte des 19. Jahrhunderts blieb Budin immer der Allodialherrschaft Nettolitz samt dem Gut Barau untertänig.
Nach der Aufhebung der Patrimonialherrschaften bildete Budyně / Budin ab 1850 einen Ortsteil der Gemeinde Svinětice in der Bezirkshauptmannschaft Písek und dem Gerichtsbezirk Vodňany. 1919 löste sich Budyně von Svinětice los und bildete eine eigene Gemeinde. Im Zuge der Errichtung des Okres Vodňany wurde Budyně 1949 diesem zugeordnet und wurde nach dessen Aufhebung im Jahre 1960 Teil des Okres Strakonice. Am 1. Januar 1974 erfolgte die Eingemeindung nach Bílsko. Seit Beginn des Jahres 1992 bildet Budyně wieder eine eigene Gemeinde.

## Kultur und Sehenswürdigkeiten
- Kapelle des hl. Wenzel auf dem Dorfplatz, errichtet 1885 anstelle eines hölzernen Glockenturmes
- Steinkreuz vor der Kapelle, geschaffen 1882
- Budyněr Schmiede, errichtet um 1850. In der Schmiede erhielt František J. Vlček seine Ausbildung.
- Budyněr Eiche, der etwa 350 Jahre alte hohle Baum steht auf einem Hügel über dem Dorf

## Söhne und Töchter der Gemeinde
- František J. Vlček, auch Frank J. Vlchek (1871–1947), Emigrant und Gründer der The Vlchek Tool Company, Cleveland. In den USA betätigte sich der Unternehmer auch als tschechischsprachiger Schriftsteller.